# Tipula (Platytipula) melanoceros
Tipula (Platytipula) melanoceros is een tweevleugelige uit de familie langpootmuggen (Tipulidae). De soort komt voor in het Palearctisch gebied.